# クライド川

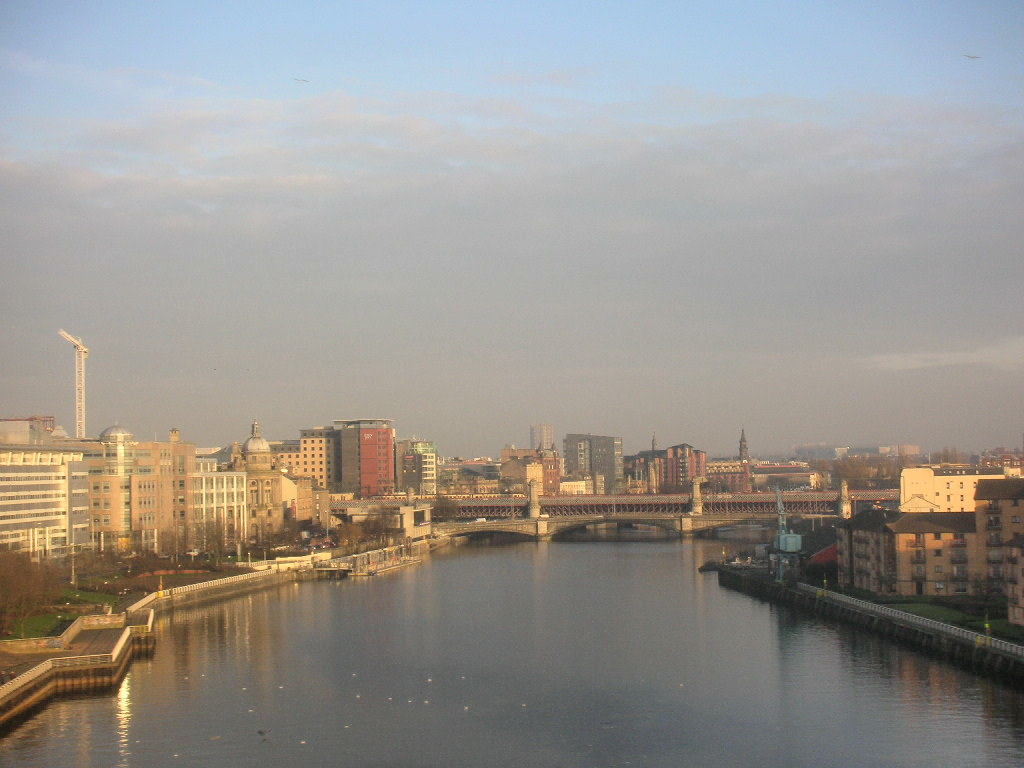
クライド川。グラスゴーのキングストン橋（Kingston Bridge）から東側の光景。

クライド川（クライドがわ、River Clyde）は、イギリスのスコットランド南西部の河川。全長170kmで、イギリスでは8番目、スコットランドでは3番目に長い。南部高地から北西に流れ、クライド湾に注ぐ。沿岸にグラスゴーを始めハミルトン、ダンバートン、クライドバンクなどスコットランドの中心的工業都市がある。河口部で運河により北海側と結ばれる。
アカアシシギが生息している河口一帯は2000年にラムサール条約登録地となった。